# Профитерол
Профитерол (на френски: Profiterole) или шу а ла крем (на френски: chou à la crème) са френски пълнени топчета от шу тесто (вид рядко бутер тесто, направено с вода, брашно, яйце, масло). Най-често пълнежът е сметана, крем, сладкарски крем или сладолед. Топчетата могат да бъдат украсени или гарнирани с шоколадов сос, карамел или пудра захар. Правят се и солени профитероли, пълни с пюрирани меса, сирене и т.н. Някога това са били често срещани гарнитури към супи във френски ресторанти.

## Приготвяне
Шу тестото се прокарва през торба за сладкиши или се пуска с чифт лъжици на малки топчета и се пече, за да се образуват до голяма степен кухи топчета. След охлаждане изпечените профитероли се инжектират с пълнеж с помощта на сладкарски плик.
Профитролите са национално ястие на Гибралтар.